# Wiener Rundschau

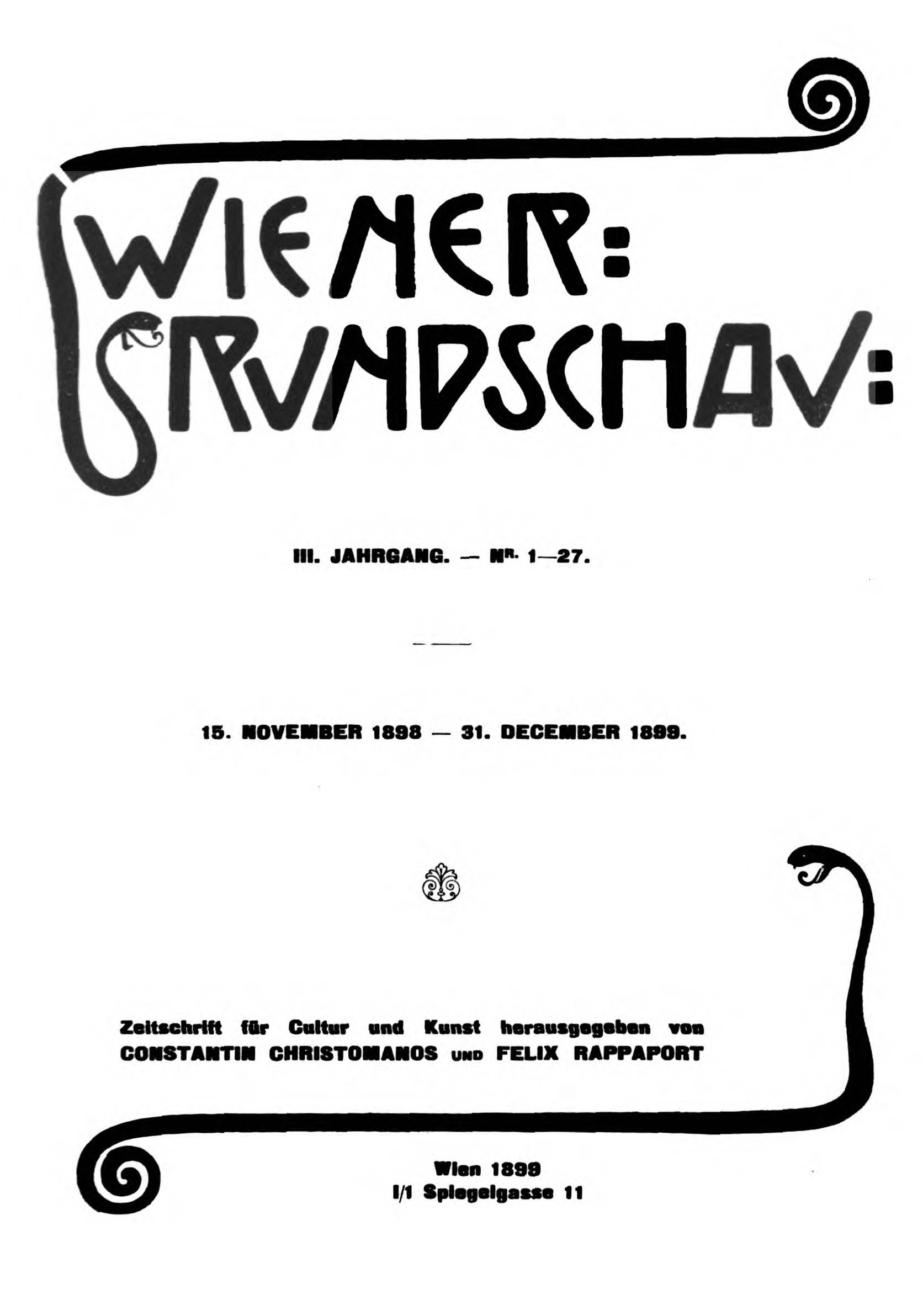
Wiener Rundschau, 1899

Die Wiener Rundschau war eine Kulturzeitschrift, die in Wien von 1896 bis 1901 erschien.

## Inhalt
Die Wiener Rundschau enthielt Beiträge vor allem über Literatur und Theater, aber auch über Fragen der Kultur, Philosophie und Theosophie.
Sie veröffentlichte Essays, Theaterkritiken und Buchrezensionen, dazu einige literarische Texte von Autoren wie Björnstjerne Björnson, Fjodor Dostojewski,  Stefan George, Hugo von Hofmannsthal, Ricarda Huch, Maurice Maeterlinck, Stéphane Mallarmé, Rainer Maria Rilke, August Strindberg, Anton Tschechow, Lew Tolstoi, Iwan Turgenjew, Paul Verlaine, Jakob Wassermann und weiteren.

## Strukturen
Die Zeitschrift erschien regelmäßig jeden 1. und 15. des Monats. Herausgeber waren  Rudolf Strauß (Jg. 1), Gustav Schoenaich (Jg. 2), Felix Rappaport (Jg. 2–5) und Constantin Christomanos (Jg. 3–4).  
Nach fünf Jahren stellte die Wiener Rundschau 1901 ihr Erscheinen ein.

„Wir theilen hiedurch unseren Lesern mit, dass diese Zeitschrift aufhört, in der bisherigen Form zu erscheinen. Es begründet sich dies – was für Lügen auch immer diesbezüglich in Umlauf kommen mögen – einfach aus dem Umstande, dass die Absichten, welche die Gründung des Blattes herbeiführten, in der Hauptsache vorläufig genugsam zum Ausdrucke gebracht erscheinen; wir hatten eben nicht vor, die Zahl der periodischen literarischen Überflüssigkeiten zu vermehren, sondern bestimmte neue Erkenntnisse zu vermitteln.(..) Wir haben gezeigt, dass es absurd ist, sich mit Kunst zu beschäftigen, wenn man gerade diejenigen Theile des menschlichen Organismus, welchen sie entstammt, nicht kennt und, auf den Dogmen einer überwundenen Biologie fußend, deren Existenz grundsätzlich nicht kennen will, und dass nur die Kenntnis der verborgenen mathematischen Grundverhältnisse exacte Kunstbeurtheilung ermöglicht.“

Danach erschien eine Neue Wiener Rundschau von 1901 bis 1902, über die aber keine weiteren Angaben bekannt sind.